# Apostolisch vicariaat El Petén
Het apostolisch vicariaat El Petén (Latijn: Vicariatus Apostolicus de El Petén) is een rooms-katholiek apostolisch vicariaat met als zetel Flores, hoofdstad van het departement Petén, in Guatemala. Het apostolisch vicariaat is vrijgesteld en valt als immediatum direct onder de Heilige Stoel, zonder te behoren tot een kerkprovincie. 

## Geschiedenis
Het apostolisch vicariaat werd opgericht op 10 maart 1951, als de apostolische administratie El Petén, uit delen van het bisdom Verapaz. Op 3 februari 1984 werd het verheven tot apostolisch vicariaat. 

## Parochies
Het apostolisch vicariaat had in 2022 een oppervlakte van 36.000 km2 en telde 994.000 inwoners waarvan 98,4% rooms-katholiek was.

## Ordinarii

### Administratoren
- Raimundo María Julián Manguán-Martín y Delgado (april 1951 - 11 juli 1956)
- Gabriel Viñamata Castelsagué (11 juli 1956 - 1964)
- Jenaro Artázcoz Lizárraga (4 januari 1964 - 1969)
- Aguado Arraux (1969 - 1970)
- Luis María Estrada Paetau (30 november 1970 - 27 oktober 1977)

### Apostolisch vicarissen
- Jorge Mario Avila del Aguila (3 februari 1978 - 29 januari 1987)
- Rodolfo Francisco Bobadilla Mata (15 mei 1987 - 28 september 1996)
- Oscar Julio Vian Morales (30 november  1996 - 19 april 2007)
- Mario Fiandri (10 februari 2009 - heden)

## Galerij van afbeeldingen

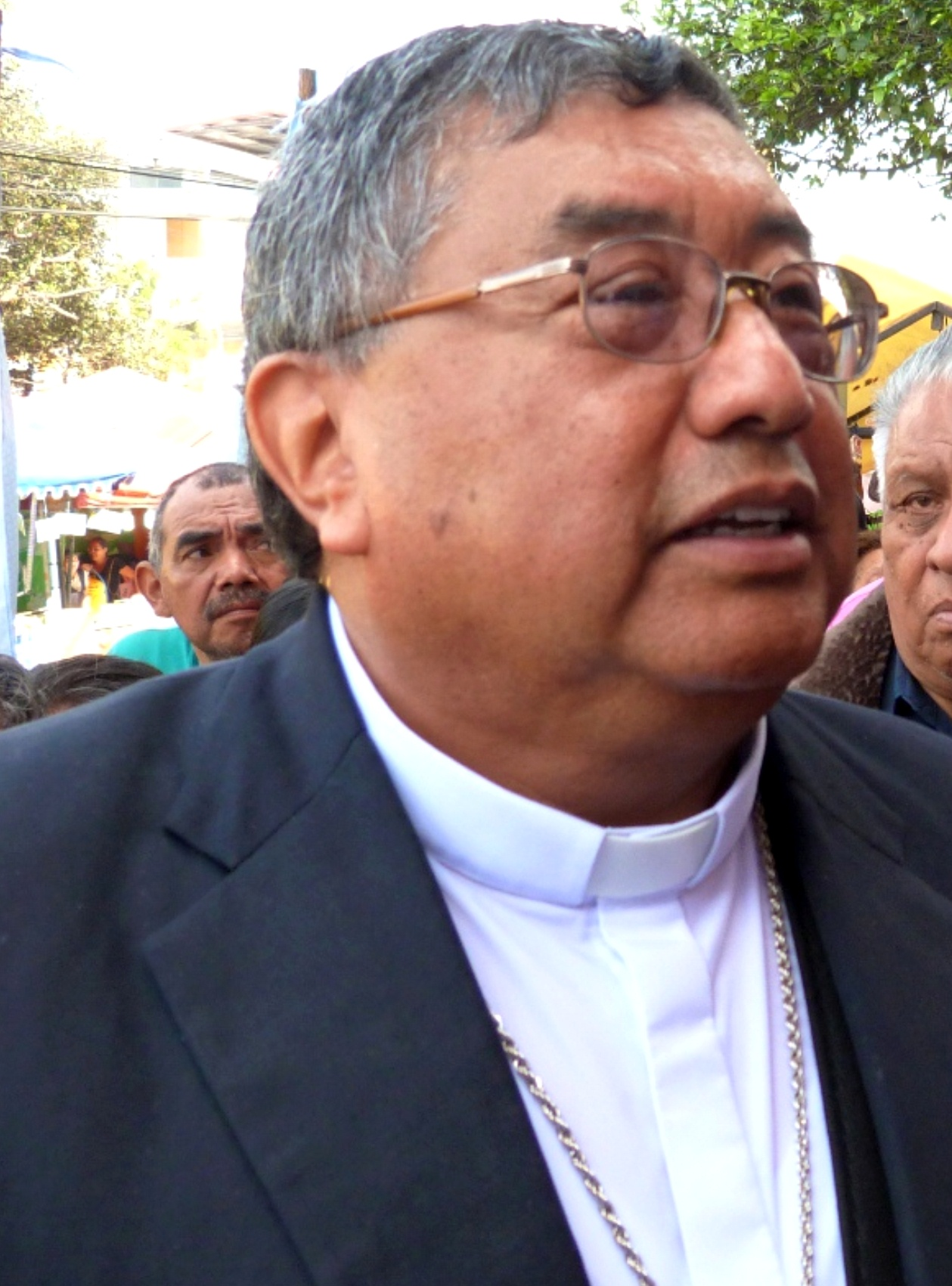
Apostolisch vicaris Oscar Julio Vian Morales (1996-2007)